# Laski (powiat turecki)
Laski – wieś w Polsce położona w województwie wielkopolskim, w powiecie tureckim, w gminie Przykona.
W latach 1975–1998 miejscowość należała administracyjnie do województwa konińskiego.
Na wschód od Lasek znajduje się Osadnik Gajówka.